# باندوران
باندوران (به لاتین: Bundoran) یک منطقهٔ مسکونی در جمهوری ایرلند است که در North-West واقع شده‌است. باندوران ۱٬۹۶۳ نفر جمعیت دارد و ۱۲ متر بالاتر از سطح دریا واقع شده‌است.

## خواهرخوانده
شهرهای باد کوتزتینگ، بلاجو، Holstebro، اوفلیز، میرسن (هلند)، نیدرآنون، شهرداری سیگولدا، آلتئا، Granville، پروزا، Sesimbra، شربورن، کارکیلا، اوکسلوسوند، یودنبورگ، Chojna، کوسگ، سیگولدا، سوشیتسه، توری، استونی، زولن، پرینای، مرسسکلا، سیره (رومانی)، اگراس، سیپراس، شکفیا لکا و تریاونا خواهرخوانده‌های باندوران هستند.